# Loskunja
Loskunja is een plaats in de gemeente Vojnić in de Kroatische provincie Karlovac. De plaats telt 76 inwoners (2001).